# سياسكونسيت (ماساتشوستس)
سياسكونسيت (بالإنجليزية: Siasconset, Massachusetts)‏ هي منطقة سكنية تقع في الولايات المتحدة في نانتوكيت. يقدر عدد سكانها وترتفع عن سطح البحر 15.85 متر.